# Окленд (округ Дуглас, Вісконсин)
Окленд (англ. Oakland) — місто (англ. town) в США, в окрузі Дуглас штату Вісконсин. Населення — 1170 осіб (2020).

## Демографія
Згідно з переписом 2010 року, у місті мешкало 1136 осіб у 464 домогосподарствах у складі 345 родин. Було 597 помешкань
Расовий склад населення:
| - 96,2 % — білих - 1,1 % — корінних американців - 0,4 % — азіатів - 0,3 % — чорних або афроамериканців |

До двох чи більше рас належало 2,1 %. Частка іспаномовних становила 1,1 % від усіх жителів.
За віковим діапазоном населення розподілялося таким чином: 20,5 % — особи молодші 18 років, 65,8 % — особи у віці 18—64 років, 13,7 % — особи у віці 65 років та старші. Медіана віку мешканця становила 46,3 року. На 100 осіб жіночої статі у місті припадало 107,3 чоловіків;  на 100 жінок у віці від 18 років та старших — 106,6 чоловіків також старших 18 років.
Середній дохід на одне домашнє господарство  становив 75 896 доларів США (медіана — 73 355), а середній дохід на одну сім'ю — 80 977 доларів (медіана — 75 536). Медіана доходів становила 58 750 доларів для чоловіків та 42 813 долари для жінок. За межею бідності перебувало 10,6 % осіб, у тому числі 12,6 % дітей у віці до 18 років та 1,4 % осіб у віці 65 років та старших.
Цивільне працевлаштоване населення становило 634 особи. Основні галузі зайнятості: освіта, охорона здоров'я та соціальна допомога — 23,0 %, транспорт — 16,6 %, виробництво — 10,6 %, будівництво — 9,9 %.